# Флоріс з Лондона
Floris (також J. Floris Ltd  або Floris of London Holdings Ltd) — найстаріший англійський роздрібний продавець парфумів і туалетно-косметичних засобів, який досі належить родині та керується 8-м і 9-м поколіннями сім'ї.
Компанія вже давно пов’язана з британськими монархами та іншими членами британської королівської родини, а також політиками та знаменитостями з Великої Британії та з-за кордону.

## Історія
Жуан Фаменіас Флоріс прибув до Англії зі свого рідного острова Менорка шукати щастя. Незабаром після свого прибуття в 1730 році він отримав приміщення на Джермін-стріт, в елегантному кварталі лондонського Сент-Джеймса. Флоріс спочатку створив бізнес як перукар та виробник гребінців. Згодом, сумуючи за ароматами та відчуттями своєї середземноморської молодості, він і його дружина Елізабет почали виготовляти та продавати парфуми.

### Королівський ордер
Перший Королівський ордер надали J. Floris Ltd у 1820 році як «виробнику гладких гребінців» тодішньому королю Георгу IV невдовзі після його коронації. Сьогодні цей перший королівський ордер все ще виставлений на Джермін-стріт, 89 разом із девʼятнадцяться іншими. Floris володіє дорученням «парфумери» Її Величності Королеви Єлизавети II, наданим у 1971 році, і «виробники туалетних засобів» від Його Високості Принца Уельськогоо, наданим у 1984 році.

## Магазини

Парфумерний магазин Floris на Джермін-стріт, Лондон

Магазин знаходиться на Джермін-стріт, Лондон, у тій самій будівлі, що створив Жуан Флоріс у 18 столітті. Прилавок з червоного дерева, який використовувався в магазині, придбали на Великій виставці в Кришталевому палаці в Гайд-парку в 1851 році.
До 1989 року парфуми вироблялися у самій крамниці на Джермін-стріт. Однак щоб задовольнити зростаючий попит споживачів, у 1989 році у Девоні відкрили фабрику. Урочисте відкриття проводила Діана, принцеса Уельська.
У 2006 році з'явилася нова послуга з виготовлення ароматів на замовлення, для якої клієнтів запрошують до парфумерної крамниці Floris, розташованої в задній частині приміщення на Джермін-стріт.
У 2012 році Floris відкрив другий лондонський магазин на Ebury Street, 147, Белгравія, пропонуючи повний асортимент Floris разом із послугами створення парфумів на замовлення. Пізніше цей магазин закрився у 2017 році.
Приміщення на вулиці Джермін внесені до списку пам’яток II категорії, тому перший ремонт за понад 100 років зробили в 2017 році. Під час цієї реконструкції позаду магазину було створено новий музейний простір для демонстрації архівних експонатів.

## Відомі клієнти

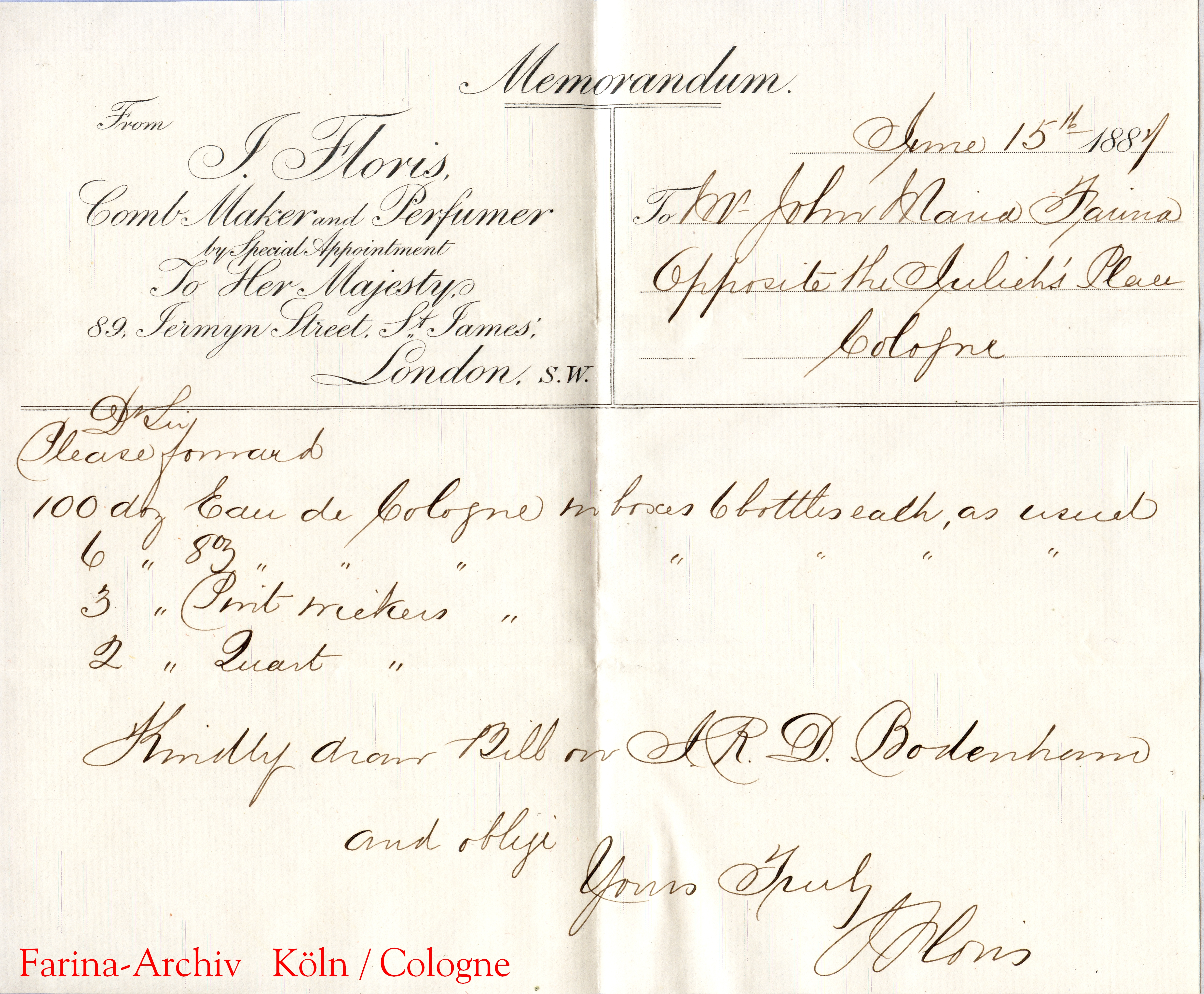
Замовлення Eau de Cologne з Floris для Фаріни в Кельні, 1887 рік

В архівах Floris зберігаються листи від відомих клієнтів із детальним описом їхніх уподобань і подяки, cеред яких:
- Вінстон Черчилль. Згідно з записами, які зберігає Floris, придбав туалетну воду Special No. 127 і Stephanotis у 1934 році.[5]
- Мерилін Монро. Принаймні один раз робила покупки у Floris, купивши трояндову герань під час перебування в готелі Beverly Hills, Каліфорнія в 1959 році [5].
- Флоренс Найтінгейл. Вона написала листа від 25 липня 1863 року, в якому подякувала містеру Флорісу за його «приємно пахучий носовичок».[4]
- Мері Шеллі. Перебуваючи за кордоном, надіслала друзям інструкції купити її улюблені гребінці та зубні щітки у Floris.[4]
- Бо Браммелл. На початку 19 століття довго обговорював свої поточні аромати з містером Флорісом.[6]
- Floris також створює індивідуальні аромати для британської королівської сім’ї. Зокрема створили аромат унісекс для весілля герцога та герцогині Сассекських у 2018 році [7].

## Згадки у творах мистецтва
Ян Флемінг, творець вигаданого шпигуна Джеймса Бонда, був постійним клієнтом Floris. Ці особисті вподобання  призвели до згадок крамниці у романах про Джеймса Бонда. У Moonraker (1955) Флемінг пише, що Floris постачає мило та інші туалетні приналежності у вбиральні приватного клубу Blades, а в Diamonds Are Forever (1956) Флемінг відзначає, що Бонд використовує есенцію для ванни, виготовлену Floris.
Знаменитий персонаж Аль Пачіно у фільмі «Запах жінки» заявив, що він знав, що «жінка в його полі зору» носить аромат Floris.

## Список джерел та зовнішні посилання
- Веб-сайт та інтернет-магазин Floris
- Floris на Fragrantica.com
- Floris на Basenotes.net

1. 1 2  Royal Warrant Holders Association Public Directory Search Detail for J. Floris Ltd. rwha.bwdata.co.uk. Архів оригіналу за 3 березня 2016. Процитовано 26 травня 2018. [Архівовано 2016-03-03 у Wayback Machine.]
2. ↑  FLORIS OF LONDON HOLDINGS LIMITED - Overview (free company information from Companies House). beta.companieshouse.gov.uk (англ.). Процитовано 26 травня 2018.
3. 1 2 3 4  londonvisitors2014 (18 травня 2014). Great London Shops – Floris. London Visitors. Архів оригіналу за 27 серпня 2017. Процитовано 14 червня 2017.
4. 1 2 3 4  History Of Floris. www.florislondon.com (англ.). Процитовано 14 червня 2017.
5. 1 2 3 4 5 6  Floris London History. Floris London UK (англ.). Процитовано 27 квітня 2024.
6. ↑  Journal, The Gentleman's. Why Floris London has been a royal favourite since 1730 | Gentleman's Journal. The Gentleman's Journal (англ.). Процитовано 27 квітня 2024.
7. ↑  Perfume created for Prince Harry and Meghan Markle's wedding. Harper's BAZAAR (брит.). 8 квітня 2018. Процитовано 26 травня 2018.
8. ↑  Nast, Condé (20 лютого 2019). How to smell like James Bond. British GQ (брит.). Процитовано 27 квітня 2024.